# Kyl kyjak

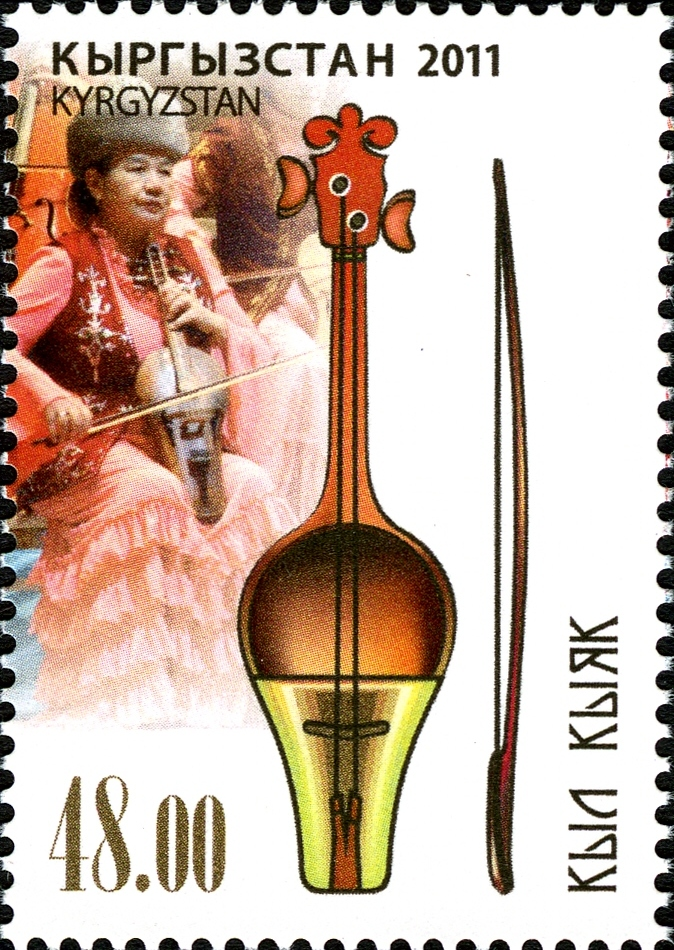
Kyl kyjak na poštovní známce Kyrgyzstánu

Kyl kyjak (kyrgyzsky кыл кыяк) je kyrgyzský strunný lidový hudební nástroj, na který se hraje smyčcem, často i ze hřbetu koně. V Kazachstánu se nazývá kobyz. Má pouze dvě struny.
Je vyřezán z jednoho kusu dřeva (typicky meruňkového) a obvykle měří 60–70 cm. Struny a smyčec jsou vyrobeny z koňských žíní. Nemálo těchto hudebních nástrojů obsahuje vyřezávanou dekorativní koňskou hlavu. To vše odráží význam koně v kyrgyzské venkovské kultuře.